# Erichsonella floridana
Erichsonella floridana är en kräftdjursart som beskrevs av Richardson 1901. Erichsonella floridana ingår i släktet Erichsonella och familjen tånglöss.
Artens utbredningsområde är Mexikanska golfen. Inga underarter finns listade i Catalogue of Life.